# Ropica africana
Ropica africana là một loài bọ cánh cứng trong họ Cerambycidae.